# Saint-Germain-de-la-Coudre
Saint-Germain-de-la-Coudre è un comune francese di 868 abitanti situato nel dipartimento dell'Orne nella regione della Normandia.
- Non official site of Saint Germain de la Coudre.com, su saint-germain-de-la-coudre.com. URL consultato l'8 novembre 2018 (archiviato dall'url originale il 29 giugno 2011).

## Società

### Evoluzione demografica
Abitanti censiti